# 구왕궁재산처분법
구왕궁재산처분법(舊王宮財產處分法)은 이왕직에서 관리하던 조선 왕실의 재산을 국유화하기 위한 법으로, 1950년 4월 8일 제정·시행되었다.